# Caygene
Caygene (auch Buen Retiro) ist eine Ortschaft im Departamento La Paz im Tiefland des südamerikanischen Andenstaates Bolivien.

## Lage im Nahraum
Caygene liegt in der Provinz Abel Iturralde und ist der zweitgrößte Ort des Cantón Buenaventura im Municipio San Buenaventura. Die Ortschaft liegt auf einer Höhe von 216 m an der Mündung des Río Caygene in den Río Beni, den Grenzfluss zum Departamento Beni. Nachbarort drei Kilometer südlich von Caygene ist die Stadt San Buenaventura.

## Geographie
Caygene liegt am westlichen Rand der Moxos-Ebene, mit über 100.000 km² eines der größten Feuchtgebiete der Erde; vorherrschende Vegetationsform in der Moxos-Ebene ist die tropische Savanne. Das Klima in der Region San Buena Ventura/Rurrenabaque ist tropisch heiß und ganzjährig feucht, es kann aber im Winter auch durch den Surazo (kalter Wind aus Süden) relativ kühl werden.
Der Jahresniederschlag beträgt knapp 2000 mm (siehe Klimadiagramm Rurrenabaque), mit Monatsniederschlägen von etwa 300 mm im Januar und Februar, und von weniger als 100 mm in den Monaten August bis September. Die durchschnittlichen Monatstemperaturen liegen ganzjährig zwischen 23 °C und 28 °C.

## Verkehrsnetz
Caygene liegt in einer Entfernung von 112 Straßenkilometern südöstlich der Provinzhauptstadt Ixiamas und etwa 450 Kilometer nördlich von La Paz, der Hauptstadt des Departamentos.
In San Buenaventura endet ein Seitenzweig der 1036 Kilometer langen, bisher zum größten Teil noch geplanten Nationalstraße Ruta 16, die von Porvenir nahe der brasilianischen Grenze im Nordwesten bis Huarina am Südostrand des Titicacasees führen soll. Die Ruta 16 passiert auf ihrem Weg die Provinzhauptstadt Ixiamas, von der aus eine 115 Kilometer lange unbefestigte Landstraße über Tumupasa und Caygene weiter nach San Buenaventura führt. Solange bis die Ruta 16 fertiggestellt ist, ist der Ort über das 4 Kilometer entfernte Rurrenabaque erreichbar.

## Bevölkerung
Die Einwohnerzahl der Ortschaft ist in dem Jahrzehnt zwischen den beiden letzten Volkszählungen nahezu unverändert geblieben:
| Jahr | Einwohner         | Quelle       |
| ---- | ----------------- | ------------ |
| 1992 | keine Detaildaten | Volkszählung |
| 2001 | 360               | Volkszählung |
| 2012 | 363               | Volkszählung |
| 2024 |                   | Volkszählung |